# پرودوآ آلزا
پرودوآ آلزا (Perodua Alza) خودرویی است که از سال ۲۰۰۹ تا کنون توسط شرکت مالزیایی پرودوآ تولید شده‌است.
این خودرو در کلاس کامپکت ام‌پی‌وی قرار گرفته، طراحی آن خودروهای موتور جلو-محور جلو بوده طول آن در حالت طبیعی ۴٬۲۰۵ میلیمتر (۱۶۵٫۶ اینچ) و عرض آن در حالت طبیعی ۱٬۶۹۵ میلیمتر (۶۶٫۷ اینچ) و ارتفاع آن در حالت طبیعی ۱٬۶۲۰ میلیمتر (۶۳٫۸ اینچ) است. سیستم جعبه‌دندهٔ آن ۴ دنده به دو صورت خودکار و دستی است.